# Hugo Armann
Hugo Armann (* 11. August 1917 in Rauenstein; † Mai 1989) war ein deutscher Lehrer, der als Gerechter unter den Völkern ausgezeichnet wurde.

## Leben
Armann wuchs in einer evangelischen Familie in Rauenstein in Thüringen auf. Er besuchte die Volksschule, anschließend die Landwirtschaftliche Berufsschule in Schalkau und später die Landwirtschaftsschule in Oberlind. Nach einem Abschluss als Staatlich geprüfter Landwirt, den Armann mit Auszeichnung bestanden hatte, konnte er an der Hochschule für Lehrerbildung in Braunschweig studieren. Seine Ausbildung zum Berufsschullehrer musste er wegen der Einberufung zum Wehrdienst im März 1940 unterbrechen. Ohne Prüfung wurde er am 29. Februar 1944 zum außerplanmäßigen Berufsschullehrer ernannt.
Armann war von 1934 bis Mitte Juli 1935 Mitglied der Hitlerjugend; der NSDAP trat er nicht bei.
Armann wurde 1940 bei der Verwaltungsstelle für Kriegsgefangene in Frankreich eingesetzt. Im Februar 1941 erhielt er einen Marschbefehl, der ihn schließlich nach Warschau führte, wo er mit den Zuständen im Ghetto konfrontiert wurde. 1941 war er hauptsächlich in Minsk stationiert und lag dann mehrere Monate erkrankt im Lazarett. Ab Februar 1942 war er in Baranawitschy in der dortigen Schreibstube am Bahnhof eingesetzt. Er gab „Platzmarken“ für die Urlaubsscheine der Soldaten aus und nutzte seine Stellung, um Vergünstigungen für seine jüdischen Hilfskräfte zu erwirken.
Als Hauptfeldwebel einer Einheit zur Organisation von Heimat-Urlaubstransporten in Baranawitschy rettete er 1942/43 jüdische Menschen, indem er sechs Arbeitskräfte in seinem Haus versteckte und ihnen nach einigen Tagen mit Hilfe polnischer Partisanen die Flucht ermöglichte. Dabei stattete er sie noch mit zehn Gewehren und Munition aus.  Nach einer Schätzung wurden durch „mittelbare und unmittelbare Hilfeleistungen“ Armanns 35 bis 40 Juden gerettet. Für diese Rettungstaten wurde er im September 1988 als Gerechter unter den Völkern von Yad Vashem geehrt.
Hugo Armann blieb bis Mitte 1944 in Baranawitschy, dann wurde er an die Westfront verlegt. In Frankreich wurde er verwundet und erlebte das Kriegsende im Lazarett.
Nach dem Krieg lebte und arbeitete Hugo Armann als Lehrer und Schulleiter in Detter im Landkreis Bad Kissingen.